# 塔彎博格多

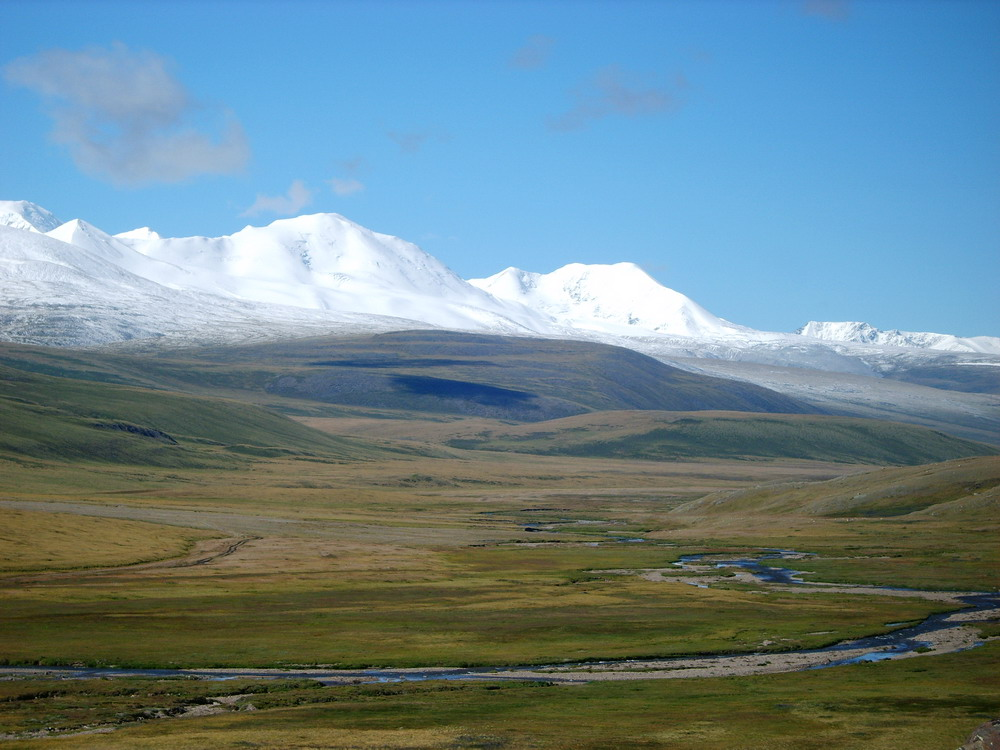
從俄羅斯眺望塔彎博格多

塔彎博格多 （「五聖」的意思）是蒙古國的一座山嶺，是阿爾泰山脈的一部份。最高點友誼峰海拔4,374米，是蒙古國的最高峰。而奎屯峰是蒙古、中國和俄羅斯三國的交匯點，海拔4104m，坐标位于49°10′13.5″N 87°48′56.3″E / 49.170417°N 87.815639°E。蒙古國政府在這裡設立了阿爾泰塔彎博格多國家公園。